# Doctor Who (3.ª temporada clássica)
A terceira temporada clásica da série de televisão britânica de ficção científica Doctor Who estreou em 11 de setembro de 1965 com a história Galaxy 4 e terminou em 26 de julho de 1966 com The War Machines. Apenas 17 dos 45 episódios existem nos arquivos da BBC; 28 permanecem perdidos. Como resultado, 3 arcos estão completos.

## Elenco

### Principal
- William Hartnell como o Primeiro Doutor
- Maureen O'Brien como Vicki
- Peter Purves como Steven Taylor
- Adrienne Hill como Katarina
- Jean Marsh como Sara Kingdom
- Jackie Lane como Dodo Chaplet
- Anneke Wills como Polly
- Michael Craze como Ben Jackson

## Seriais
John Wiles substituiu Verity Lambert como produtor depois de "Mission to the Unknown". Innes Lloyd, por sua vez, substituiu Wiles depois de The Arc. Donald Tosh continuou como editor de roteiro até The Massacre of St Bartholomew's Eve: "Priest of Death", e foi substituído por Gerry Davis começando com The Massacre of St Bartholomew's Eve: "Bell of Doom".
A prática de dar a cada episódio individual um título diferente foi abandonada após The Gunfighters, perto do final da temporada. Esta temporada foi notável pelo maior número de arcos até o momento, The Daleks' Master Plan, que continha 12 episódios. O registro de The Daleks' Master Plan como o arco mais longo foi eventualmente retirado por 14 partes de The Trial of a Time Lord, que abrangeu toda a 23.ª temporada. O episódio único desta história, "Mission to the Unknown" , não foi apenas a história mais curta, mas foi notável pela ausência de todo o elenco regular. O episódio aconteceu quando Planet of Giants, o arco de abertura da 2.ª temporada, foi reduzido de quatro para três episódios, deixando um único episódio retido no cronograma de produção. Ao invés de tentar criar uma história de um único episódio, ou adicionar um episódio a uma história já comissionada, foi decidido usar este episódio como um trailer para montar a história Dalek de 12 partes.
Quatro das histórias da terceira temporada ("Mission to the Unknown", The Myth Makers, The Massacre of St. Bartholomew's Eve, e The Savages) estão completamente ausentes do arquivo da BBC, sem episódios sobreviventes. Além disso, "Mission to the Unknown" e The Massacre of St. Bartholomew's Eve são duas das únicas três histórias de Doctor Who, sem filmagens sobreviventes de quaisquer fontes (a outra sendo Marco Polo da primeira temporada). Apenas três das histórias desta temporada (The Ark, The Gunfighters e The War Machines) estão completas.
A terceira temporada tem a distinção de ser a temporada mais longa de Doctor Who até hoje, tendo produzido 45 episódios em 10 arcos. A 6.ª temporada produziu 44 episódios com 7 arcos.
The Massacre of St. Bartholomew's Eve foi o primeiro arco que viu o ator principal ter um papel duplo; William Hartnell não apenas interpreta o Doutor, mas também o abade de Amboise. Isso seria repetido por Patrick Troughton em The Enemy of the World, da quinta temporada.
| 18 | 1  | Galaxy 4                  | "Four Hundred Dawns"†          | Derek Martinus        | William Emms                               | 11 de setembro de 1965  | T   | 9,0  | 56 |
| 18 | 1  | Galaxy 4                  | "Trap of Steel"†               | Derek Martinus        | William Emms                               | 18 de setembro de 1965  | T   | 9,5  | 55 |
| 18 | 1  | Galaxy 4                  | "Air Lock"                     | Derek Martinus        | William Emms                               | 25 de setembro de 1965  | T   | 11,3 | 54 |
| 18 | 1  | Galaxy 4                  | "The Exploding Planet"†        | Derek Martinus        | William Emms                               | 2 de outubro de 1965    | T   | 9,9  | 53 |
| Duas naves caem após uma batalha espacial, mas o planeta em que eles pousaram está prestes a ser destruído. As lindas Drahvins femininas parecem amigáveis, mas na verdade são as Riffs feias que são mais tolerantes e indulgentes.                             |    |                           |                                |                       |                                            |                         |     |      |    |
| 19 | 2  | "Mission to the Unknown"† | N/A                            | Derek Martinus        | Terry Nation                               | 9 de outubro de 1965    | T/A | 8,3  | 54 |
| O agente espacial Marc Cory está investigando o avistamento de uma nave Dalek e descobre que eles têm uma base em Kembel. Mas sua tripulação é infectada por plantas de Varga, importadas de Skaro, e começam a se transformar em Vargas.                        |    |                           |                                |                       |                                            |                         |     |      |    |
| 20 | 3  | The Myth Makers           | "Temple of Secrets"†           | Michael Leeston-Smith | Donald Cotton                              | 16 de outubro de 1965   | U   | 8,3  | 48 |
| 20 | 3  | The Myth Makers           | "Small Prophet, Quick Return"† | Michael Leeston-Smith | Donald Cotton                              | 23 de outubro de 1965   | U   | 8,1  | 51 |
| 20 | 3  | The Myth Makers           | "Death of a Spy"†              | Michael Leeston-Smith | Donald Cotton                              | 30 de outubro de 1965   | U   | 8,7  | 49 |
| 20 | 3  | The Myth Makers           | "Horse of Destruction"†        | Michael Leeston-Smith | Donald Cotton                              | 6 de novembro de 1965   | U   | 8,3  | 52 |
| A TARDIS pousa aos arredores de Troia durante o cerco. O Doutor é capturado pelos gregos e dado dois dias para elaborar um plano para tomar a cidade. Steven e Vicki são capturados pelos troianos e recebem dois dias para planejar um meio de banir os gregos. |    |                           |                                |                       |                                            |                         |     |      |    |
| 21 | 4  | The Daleks' Master Plan   | "The Nightmare Begins"†        | Douglas Camfield      | Terry Nation                               | 13 de novembro de 1965  | V   | 9,1  | 54 |
| 21 | 4  | The Daleks' Master Plan   | "Day of Armageddon"            | Douglas Camfield      | Terry Nation                               | 20 de novembro de 1965  | V   | 9,8  | 52 |
| 21 | 4  | The Daleks' Master Plan   | "Devil's Planet"†              | Douglas Camfield      | Terry Nation                               | 27 de novembro de 1965  | V   | 10,3 | 52 |
| 21 | 4  | The Daleks' Master Plan   | "The Traitors"†                | Douglas Camfield      | Terry Nation                               | 4 de dezembro de 1965   | V   | 9,5  | 51 |
| 21 | 4  | The Daleks' Master Plan   | "Counter Plot"                 | Douglas Camfield      | Terry Nation                               | 11 de dezembro de 1965  | V   | 9,9  | 53 |
| 21 | 4  | The Daleks' Master Plan   | "Coronas of the Sun"†          | Douglas Camfield      | Dennis Spooner                             | 18 de dezembro de 1965  | V   | 9,1  | 56 |
| 21 | 4  | The Daleks' Master Plan   | "The Feast of Steven"†         | Douglas Camfield      | Terry Nation                               | 25 de dezembro de 1965  | V   | 7,9  | 39 |
| 21 | 4  | The Daleks' Master Plan   | "Volcano"†                     | Douglas Camfield      | Dennis Spooner                             | 1 de janeiro de 1966    | V   | 9,6  | 49 |
| 21 | 4  | The Daleks' Master Plan   | "Golden Death"†                | Douglas Camfield      | Dennis Spooner                             | 8 de janeiro de 1966    | V   | 9,2  | 52 |
| 21 | 4  | The Daleks' Master Plan   | "Escape Switch"                | Douglas Camfield      | Dennis Spooner                             | 15 de janeiro de 1966   | V   | 9,5  | 50 |
| 21 | 4  | The Daleks' Master Plan   | "The Abandoned Planet"†        | Douglas Camfield      | Dennis Spooner                             | 22 de janeiro de 1966   | V   | 9,8  | 49 |
| 21 | 4  | The Daleks' Master Plan   | "Destruction of Time"†         | Douglas Camfield      | Dennis Spooner                             | 29 de janeiro de 1966   | V   | 8,6  | 57 |
| Cerca de seis meses após os eventos de "Mission to the Unknown", a TARDIS chega ao planeta Kembel, e o Doutor deixa a TARDIS para tentar encontrar ajuda médica para o ferido Steven Taylor, deixando-o com a menina trojan Katarina.                            |    |                           |                                |                       |                                            |                         |     |      |    |
| 22 | 5  | The Massacre              | "War of God"†                  | Paddy Russell         | John Lucarotti                             | 5 de fevereiro de 1966  | W   | 8,0  | 52 |
| 22 | 5  | The Massacre              | "The Sea Beggar"†              | Paddy Russell         | John Lucarotti                             | 12 de fevereiro de 1966 | W   | 6,0  | 52 |
| 22 | 5  | The Massacre              | "Priest of Death"†             | Paddy Russell         | John Lucarotti                             | 19 de fevereiro de 1966 | W   | 5,9  | 49 |
| 22 | 5  | The Massacre              | "Bell of Doom"†                | Paddy Russell         | John Lucarotti e Donald Tosh               | 26 de fevereiro de 1966 | W   | 5,8  | 53 |
| A chegada da TARDIS em Paris em 1572 coloca seus ocupantes, o Doutor e Steven em uma situação perigosa. As tensões entre protestantes e católicos estão em febre na cidade.                                                                                      |    |                           |                                |                       |                                            |                         |     |      |    |
| 23 | 6  | The Ark                   | "The Steel Sky"                | Michael Imison        | Paul Erickson e Lesley Scott               | 5 de março de 1966      | X   | 5,5  | 55 |
| 23 | 6  | The Ark                   | "The Plague"                   | Michael Imison        | Paul Erickson e Lesley Scott               | 12 de março de 1966     | X   | 6,9  | 56 |
| 23 | 6  | The Ark                   | "The Return"                   | Michael Imison        | Paul Erickson e Lesley Scott               | 19 de março de 1966     | X   | 6,2  | 51 |
| 23 | 6  | The Ark                   | "The Bomb"                     | Michael Imison        | Paul Erickson e Lesley Scott               | 26 de março de 1966     | X   | 7,3  | 50 |
| Pelo menos dez milhões de anos no futuro, a TARDIS materializa em uma vasta espaçonave Dodo nomeia "a Arca", onde toda a raça humana está fadada a um novo mundo.                                                                                                |    |                           |                                |                       |                                            |                         |     |      |    |
| 24 | 7  | The Celestial Toymaker    | "The Celestial Toyroom"†       | Bill Sellars          | Brian Hayles e Donald Tosh (não-creditado) | 2 de abril de 1966      | Y   | 8,0  | 48 |
| 24 | 7  | The Celestial Toymaker    | "The Hall of Dolls"†           | Bill Sellars          | Brian Hayles e Donald Tosh (não-creditado) | 9 de abril de 1966      | Y   | 8,0  | 49 |
| 24 | 7  | The Celestial Toymaker    | "The Dancing Floor"†           | Bill Sellars          | Brian Hayles e Donald Tosh (não-creditado) | 16 de abril de 1966     | Y   | 9,4  | 44 |
| 24 | 7  | The Celestial Toymaker    | "The Final Test"               | Bill Sellars          | Brian Hayles e Donald Tosh (não-creditado) | 23 de abril de 1966     | Y   | 7,8  | 43 |
| O Doutor torna-se invisível no domínio do Toymaker, deixando Dodo e Steven incrédulos. Eles saem para um reino estranho onde o Doutor reaparece, dizendo que reconhece o lugar em que estão.                                                                     |    |                           |                                |                       |                                            |                         |     |      |    |
| 25 | 8  | The Gunfighters           | "A Holiday for the Doctor"     | Rex Tucker            | Donald Cotton                              | 30 de abril de 1966     | Z   | 6,5  | 45 |
| 25 | 8  | The Gunfighters           | "Don't Shoot the Pianist"      | Rex Tucker            | Donald Cotton                              | 7 de maio de 1966       | Z   | 6,6  | 39 |
| 25 | 8  | The Gunfighters           | "Johnny Ringo"                 | Rex Tucker            | Donald Cotton                              | 14 de maio de 1966      | Z   | 6,2  | 36 |
| 25 | 8  | The Gunfighters           | "The O.K. Corral"              | Rex Tucker            | Donald Cotton                              | 21 de maio de 1966      | Z   | 5,7  | 30 |
| O Doutor recebe seu dente puxado por Doc Holliday em Tombstone enquanto Dodo e Steven literalmente cantam por suas vidas. Os viajantes são apanhados nos eventos que levaram ao famoso "Tiroteio no O.K. Corral".                                                |    |                           |                                |                       |                                            |                         |     |      |    |
| 26 | 9  | The Savages               | "Episode 1"†                   | Christopher Barry     | Ian Stuart Black                           | 28 de maio de 1966      | AA  | 4,8  | 48 |
| 26 | 9  | The Savages               | "Episode 2"†                   | Christopher Barry     | Ian Stuart Black                           | 4 de junho de 1966      | AA  | 5,6  | 49 |
| 26 | 9  | The Savages               | "Episode 3"†                   | Christopher Barry     | Ian Stuart Black                           | 11 de junho de 1966     | AA  | 5,0  | 48 |
| 26 | 9  | The Savages               | "Episode 4"†                   | Christopher Barry     | Ian Stuart Black                           | 18 de junho de 1966     | AA  | 4,5  | 48 |
| A TARDIS se materializa em um planeta distante num futuro distante. A tripulação da TARDIS encontra o planeta habitado tanto pelos Anciões como por bandos de selvagens vadios.                                                                                  |    |                           |                                |                       |                                            |                         |     |      |    |
| 27 | 10 | The War Machines          | "Episode 1"                    | Michael Ferguson      | Ian Stuart Black                           | 25 de junho de 1966     | BB  | 5,4  | 49 |
| 27 | 10 | The War Machines          | "Episode 2"                    | Michael Ferguson      | Ian Stuart Black                           | 2 de julho de 1966      | BB  | 4,7  | 45 |
| 27 | 10 | The War Machines          | "Episode 3"                    | Michael Ferguson      | Ian Stuart Black                           | 9 de julho de 1966      | BB  | 5,3  | 44 |
| 27 | 10 | The War Machines          | "Episode 4"                    | Michael Ferguson      | Ian Stuart Black                           | 16 de julho de 1966     | BB  | 5,5  | 39 |
| O Doutor encontra um avançado e revolucionário computador chamado WOTAN, que acredita que os humanos são inferiores às máquinas. |    |                           |                                |                       |                                            |                         |     |      |    |

↑†  Episódio perdido

## Episódios perdidos
- Galaxy 4 – Episódios 1, 2 & 4 (num total de 4)
- "Mission to the Unknown" – Todo o episódios
- The Myth Makers – Todos os 4 episódios
- The Daleks' Master Plan – Episódios 1, 3, 4, 6 – 9, 11 & 12 (num total de 12)
- The Massacre of St Bartholomew's Eve – Todos os 4 episódios
- The Celestial Toymaker – Episódios 1, 2 & 3 (mum total de 4)
- The Savages – Todos os 4 episódios

## Lançamentos em DVD
| Título do arco | Número e duração dos episódios | Data de lançamento (Região 2) | Data de lançamento (Região 4) | Data de lançamento (Região 1) |
| --- | ------------------------------ | ----------------------------- | ----------------------------- | ----------------------------- |
| The Ark | 4 × 25 min.                    | 14 de fevereiro de 2011       | 3 de março de 2011            | 8 de março de 2011            |
| The Gunfighters Disponível apenas como parte do box Earthstory definida nas Regiões 2 e 4. Disponível apenas individualmente na Região 1. | 4 × 25 min.                    | 20 de junho de 2011           | 4 de agosto de 2011           | 12 de julho de 2011           |
| The War Machines | 4 × 25 min.                    | 25 de agosto de 2008          | 7 de novembro de 2008         | 6 de janeiro de 2009          |

Lost in Time

Todos os episódios existentes de outros arcos perdidos do Primeiro Doutor desta temporada foram lançados na coleção Lost in Time, com exceção de Galaxy 4. Lost in Time foi lançado em dois formatos na Região 1, com lançamentos individuais para os volumes um e dois (que cobrem os episódios do Primeiro Doutor e do Segundo Doutor, respectivamente), bem como uma edição combinando ambos os volumes. Nas Regiões 2 e 4, Lost in Time está disponível apenas como o volume único combinado.
| Inclui episódios de                                                                          | Número e duração dos episódios     | Data de lançamento (Região 2) | Data de lançamento (Região 4)                                                 | Data de lançamento (Região 1) |
| -------------------------------------------------------------------------------------------- | ---------------------------------- | ----------------------------- | ----------------------------------------------------------------------------- | ----------------------------- |
| The Daleks' Master Plan (episódios 2, 5 & 10 de 12) The Celestial Toymaker (episódio 4 de 4) | 6 × 25 min. + 2 × 25 min. de áudio | 1 de novembro se 2004         | 2 de dezembro de 2004 (lançamento original) 1 de julho de 2010 (relançamento) | 2 de novembro de 2004         |

Galaxy 4: Airlock

Este episódio foi recuperado em dezembro de 2011 e foi lançado em DVD em 11 de março de 2013 com a edição especial da história da 1.ª temporada, The Aztecs.
| Inclui episódios de                                     | Número e duração dos episódios | Data de lançamento (Região 2) | Data de lançamento (Região 4) | Data de lançamento (Região 1) |
| ------------------------------------------------------- | ------------------------------ | ----------------------------- | ----------------------------- | ----------------------------- |
| The Aztecs – Special Edition Includes Galaxy 4: Airlock | 5 × 25 min.                    | 11 de março de 2013           | 20 de março de 2013           | 12 de março de 2013           |

## Novelizações
| Título do arco                       | Título do livro                                                                                             | Autor                         | Primeira publicação                          |
| ------------------------------------ | --- | ----------------------------- | -------------------------------------------- |
| Galaxy 4                             | Galaxy Four                                                                                                 | William Emms                  | 14 November 1985                             |
| "Mission to the Unknown"             | The Daleks' Master Plan Part I: Mission to the Unknown                                                      | John Peel                     | 21 de setembro de 1989                       |
| The Myth Makers                      | The Myth Makers                                                                                             | Donald Cotton                 | 11 de abril de 1985                          |
| The Daleks' Master Plan              | The Daleks' Master Plan Part I: Mission to the UnknownThe Daleks' Master Plan Part II: The Mutation of Time | John Peel                     | 21 de setembro de 1989 19 de outubro de 1989 |
| The Massacre of St Bartholomew's Eve | The Massacre                                                                                                | John Lucarotti                | 18 de junho de 1987                          |
| The Ark                              | The Ark | Paul Erickson                 | 16 de outubro de 1986                        |
| The Celestial Toymaker               | The Celestial Toymaker                                                                                      | Gerry Davis e Alison Bingeman | 19 de junho de 1986                          |
| The Gunfighters                      | The Gunfighters                                                                                             | Donald Cotton                 | 11 de julho de 1985                          |
| The Savages                          | The Savages                                                                                                 | Ian Stuart Black              | 20 de março de 1986                          |
| The War Machines                     | The War Machines                                                                                            | Ian Stuart Black              | 16 de fevereiro de 1989                      |